# Amantaní-sziget
Az Amantaní-sziget a Titicaca-tó Peruhoz tartozó szigetei közül a legnagyobb területű.

## Története
A sziget már az inkák idejében is lakott volt. A 16. században aztán I. Károly spanyol király eladta a már spanyolok által gyarmatosított területen található szigetet Pedro Gonzáleznek. Ám az erős szárazságok miatt a 20. század elején az akkori tulajdonosok úgy döntöttek, eladják a szigeten található birtokaikat a helyi őslakó parasztoknak. Ez a kiárusítási folyamat 1950 tájára fejeződött be. Az új birtokosok egymás között egy rokonságon és kölcsönös munkán alapuló szervezetet hoztak létre, és főként krumplit, madársóskát, árpát és babot termesztettek, valamint szarvasmarhákat tartottak. Ma ezeken kívül kukoricát, rizsparéjt és borsót is termelnek, és juhaik is vannak.
Amantaní körzetet, amelyhez a sziget közigazgatásilag tartozik, 1965. április 9-én hozták létre Fernando Belaúnde Terry kormánya idején.

## Leírás
A sziget Peru délkeleti, a Titicaca-tó északnyugati részén található, a Capachica-félszigettől keletre, Taquile szigetétől északra. Megközelítőleg kör alakú, közepén egy hegycsúcs emelkedik, amely kedvelt turistacélpont, innen ugyanis jó kilátás nyílik a tóra és a hófödte bolíviai csúcsokra egyaránt. A szigetről régebben rengeteg fekete és fehér kavicsot gyűjtöttek az emberek, ezekkel díszítették Puno városában és környékén számos ház udvarának kövezetét.
Amantaní megközelítésének két fő módja van: vagy Punóból egy 3–3,5 órás hajóúttal érhető el, vagy Juliacából szárazföldi úton lehet eljutni a capachicai kikötőig, ahonnan csónakkal mintegy 40 perc a sziget elérése.
Területén több ősi ceremoniális központ található, közülük a legjelentősebbek a női nemnek szentelt Pachamama és a férfinak szentelt Pachatata. Előbbi a legmagasabb ponton, a Llaquistiti csúcson helyezkedik el, utóbbi a Coanos nevű csúcson. Minden január harmadik csütörtökjén egy igen régi eredetű szertartást végeznek itt, amelynek során a földanyát és az égapát tüntetik ki tiszteletükkel, és felajánlásokat is tesznek nekik, hogy az azévi termésük gazdag legyen.
Körülbelül 800 család lakja, akik 8–10 településen élnek. Származásuk szerint kecsuák, fő bevételi forrásaik kisebb részben a turizmusból, nagyobb részben a helyi termékek kereskedelméből származnak. A sziget délkeleti lejtőjén húzódó ösvény mentén egy tágas, lakható terület található, ám itt csak házak romjai állnak. A szigetlakók azt tartják, itt „eretnekek” élnek, ezért ők nem is nagyon közelítik meg ezt a környéket.
A szigeten nem érhető el elektromos áram, viszont működik iskola, templom és néhány üzlet is. Egyetlen szállodája van, igaz, az drága és magas színvonalú.

## Képek

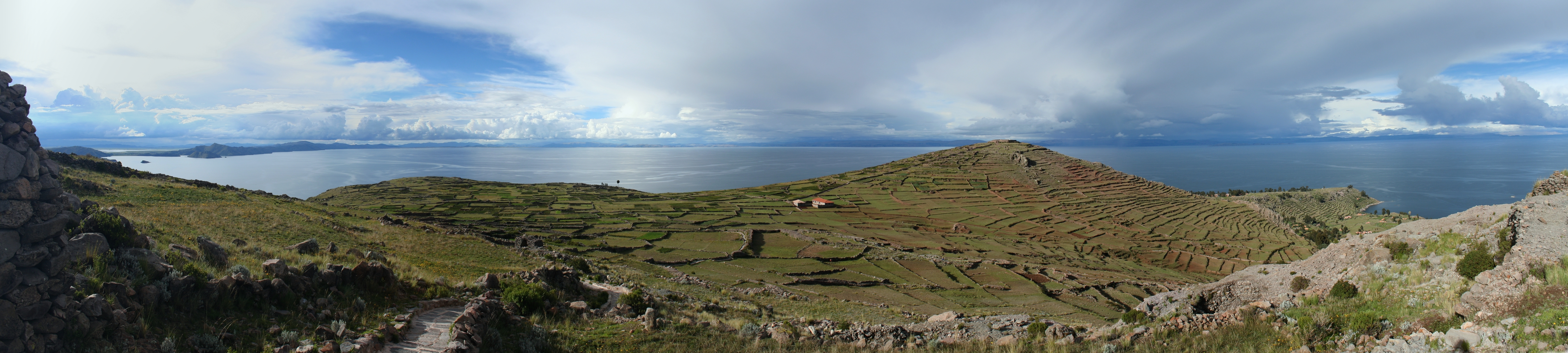
Panorámakép
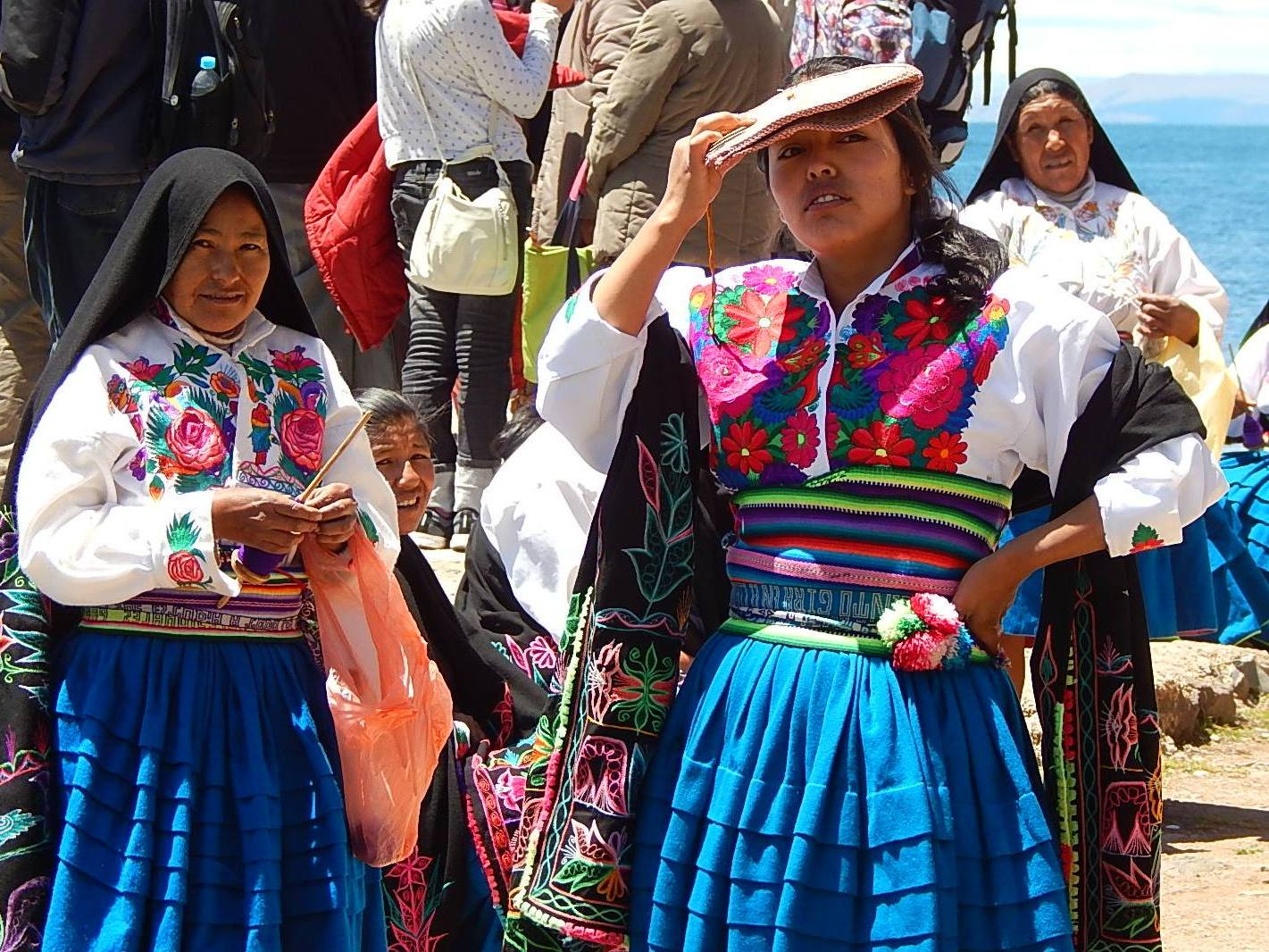
Amantaní asszonyok népviseletben
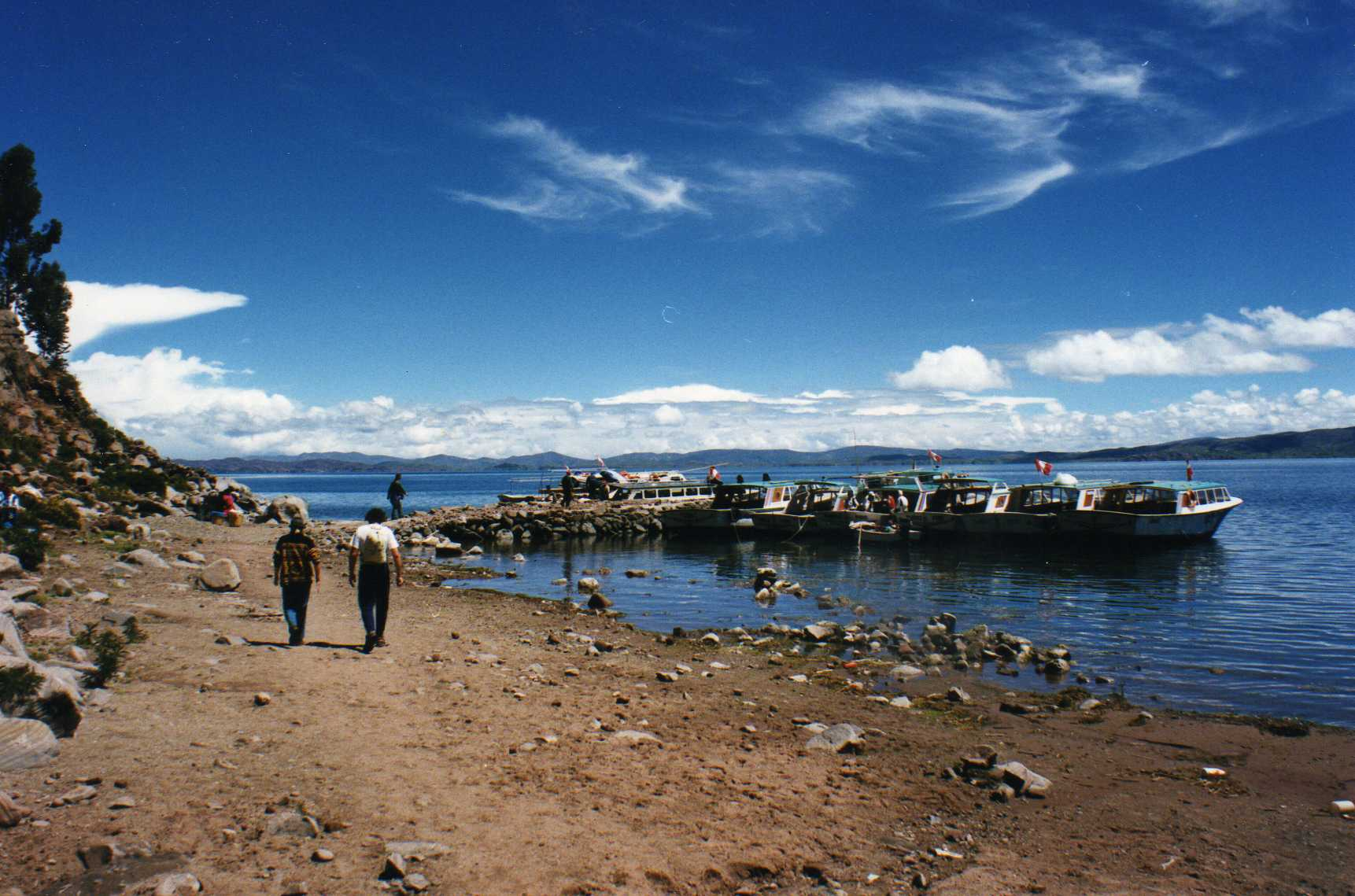
Kis kikötő
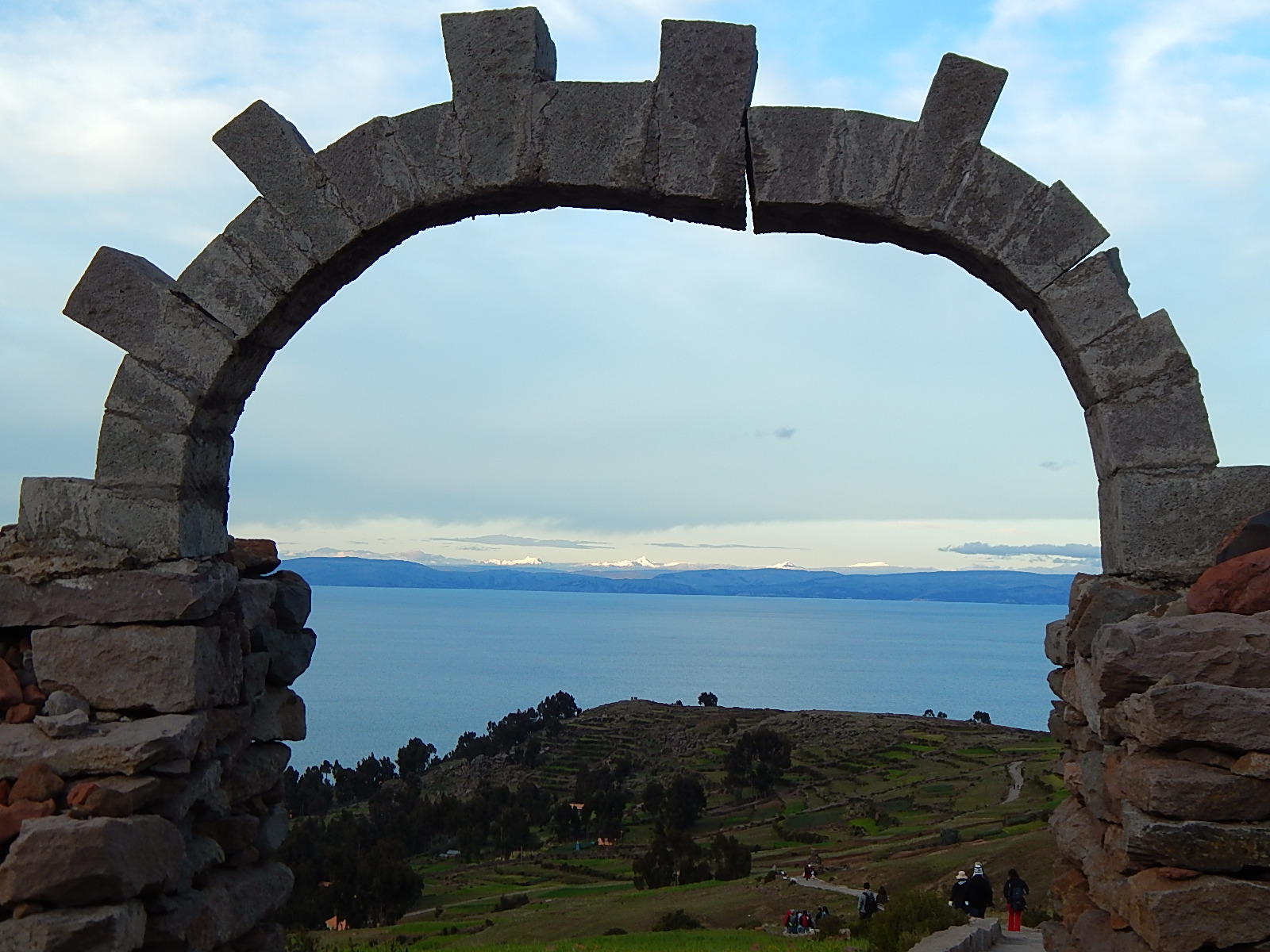
Kőépítmény